# Marie de la Marche (comtesse de Sancerre)
Pour les articles homonymes, voir Marie de Lusignan.
Marie de la Marche (v. 1265-ap.1312) est une noble poitevine de la maison de Lusignan. Elle devient comtesse de Sancerre par son second mariage avec Étienne II de Sancerre (1252-16 mai 1306), seigneur de Charenton.

## Biographie

### Famille
Marie est une fille cadette d'Hugues XII de Lusignan (av. 1241-1270) comte de la Marche, d'Angoulême, seigneur de Lusignan (1250-1270) et de Jeanne de Fougères (av. 1242-ap. 1273), dame de Fougères et de Porhoët (1256-ap. 1273).

#### Homonyme
Elle ne doit pas être confondue avec sa tante, une autre Marie de Lusignan (1242-ap. 1266), fille d'Hugues XI le Brun (v. 1221-1250) et de Yolande de Bretagne (1218-1272) ; mariée à Robert III de Ferrières (1240-1279), 6e comte de Derby.

## Mariages

### Jean de Vescy
Jean de Vescy (1244-10 fév. 1289) est un seigneur anglais, fils aîné de Guillaume de Vescy (♰ 1253) et d'Agnès de Ferrières (♰ 1290). Marie épouse Jean en 1279, dont elle semble se séparer. Leur union reste sans postérité.

### ÉtienneIIde Sancerre
En secondes noces, Marie épouse le 20 avril 1289 Étienne II (1252-16 mai 1306), seigneur de Charenton, comte de Sancerre, ; fils de Jean Ier de Sancerre et de Marie de Vierzon. Leur union reste sans postérité.

## Sceaux et armoiries

### Sceau [1309]
Avers : Navette, 55 × 35 mm,.
Description : Dame debout, de face, portant une robe ample et un manteau doublé de vair. Elle tient l'attache de son manteau de la main droite et porte un faucon de la gauche. À sa gauche, un écu aux armes des Lusignan.
Légende : Détruite.

### Sceau [1312]
Avers : Navette, 55 × 35 mm,,.
Description : Dame debout, vêtue d'une cotardie serrée à la taille et d'un manteau. La main droite à la cordelière du manteau. À sa droite, un écu à la bande accompagnée de deux doubles cotices potencées et contre-potencées (Sancerre).
Légende : Détruite

### Armoiries [1309]
| Blason | Blasonnement : Écu burelé d'argent et d'azur de douze pièces Commentaires : Armoiries de Marie de la Marche d'après les empreintes d'un sceau de 1309. |

Références,

## Sources et bibliographie

### Sources sigillographiques
- SIGILLA : base numérique des sceaux conservés en France, « Marie de la Marche », http://www.sigilla.org, Université de Poitiers. [lire en ligne]
- Sigillographie du Poitou jusqu'en 1515 : étude d'histoire provinciale sur les institutions, les arts et la civilisation d'après les sceaux, éd. François Eygun, Poitiers, Société des Antiquaires de l'ouest, 1938, no 454, p. 226 & pl. XVII.